# Styringomyia amazonica
Styringomyia amazonica är en tvåvingeart som beskrevs av Ribeiro 2003. Styringomyia amazonica ingår i släktet Styringomyia och familjen småharkrankar. Inga underarter finns listade i Catalogue of Life.